# Cycloponympha
Cycloponympha is een geslacht van vlinders van de familie sneeuwmotten (Lyonetiidae).

## Soorten
- C. hermione Meyrick, 1921
- C. julia Meyrick, 1913
- C. perspicua Meyrick, 1913